# بنژامن کنستان
بنژامن کنستان دو ربک (به فرانسوی: Benjamin Constant de Rebecque) رمان‌نویس و فعال سیاسی قرن هجدهم میلادی اهل فرانسه است.